# Mường Trai
Mường Trai là một xã thuộc huyện Mường La, tỉnh Sơn La, Việt Nam.
Xã có diện tích 55,19 km², dân số năm 1999 là 4.014 người, mật độ dân số đạt 73 người/km².